# Bromfénac
Le bromfénac est un anti-inflammatoire non stéroïdien  utilisé contre la douleur et l'inflammation après une chirurgie de la cataracte. Le médicament est utilisé en collyre deux fois par jour pendant deux semaines.

## Mode d'action
Il agit en bloquant la production de prostaglandines.

## Effets secondaires
Les effets secondaires de ce médicament comprennent les yeux rouges, les démangeaisons oculaires ou les maux de tête. D’autres effets secondaires peuvent inclure une cicatrisation plus lente des plaies, des saignements ou une kératite.

## Histoire
Le  médicament a été approuvé pour un usage médical aux États-Unis en 2005. Il est disponible sous forme de médicament générique. Aux États-Unis, 1,7 ml de solution à 0,09 % coûte environ 51 dollars américains  en 2021. Au Royaume-Uni, 5 ml de la solution coûtent au NHS 8,5 livres sterling.